# Naziha Arebi
Naziha Arebi és una directora, productora, escriptora i artista britànica-libia que va néixer el 1984 de mare anglesa i pare libi i es va criar a Hastings. És reconeguda per dirigir i produir el premiat Freedom Fields, que es va estrenar al Festival Internacional de Cinema de Toronto (TIFF) del 2018, i altres projectes cinematogràfics. La seva fotografia i escriptura també s'han publicat en diversos diaris i revistes. Les pel·lícules de Naziha s'han projectat en diversos festivals de cinema més, com ara el Festival de Cinema Àrab dels EUA, el Festival Internacional de Cinema d'Edimburg, el Festival Internacional de Cinema de Venècia i el Festival de Cinema de Trípoli. Els seus escrits i fotografies també s'han publicat en diverses revistes i diaris. També treballa amb moltes organitzacions com ONU Dones i BBC Media Action.

## Filmografia
- Freedom Fields (2018)
- After A Revolution